# Boortmeerbeeks Broek
Het Boortmeerbeeks Broek is een natuurgebied in de Belgische gemeente Boortmeerbeek. Het gebied is 17 hectare groot en is in bezit en beheer bij Natuurpunt.

## Beschrijving
Het natuurgebied is gelegen in de vallei van de Dijle. Het Boortmeerbeeks Broek werd aangekocht in het begin van de 21e eeuw na moeizame onderhandelingen en is niet toegankelijk voor het publiek. Het bestaat uit niet aaneengesloten percelen met akkers, bossen, weiden en ruigte waartussen grachten en beken stromen.